# Ansari
Ansari, jedna od brojnih etničkih skupina urdu-govornika nastanjenih poglavito u Indiji (10,456,000), te nadalje u Pakistanu (4,007,000), Bangladešu (1,168,000), Nepalu (34,000) i svega 1,700 u Afganistanu. Svi Ansari po vjeri su muslimani a služe se uz urdu (Indija i Afganistan) i s bengalskim u Bangladešu, maithili u Nepalu i zapadni pandžapski u Pakistanu.
Ansari su po cijeloj Indiji poznati kao zanatlije u izradi domaći rađenog papira, sapuna i tkanju. Glavnina ih živi po malenim gradovima i selima u Uttar Pradeshu i Biharu.

## Vanjske poveznice
- Ansari Muslims  Arhivirana inačica izvorne stranice od 15. travnja 2007. (Wayback Machine)